# Antoine Quentin Fouquier-Tinville
Antoine Quentin Fouquier-Tinville (Herouël, Aisne megye, 1746. június 16. – Párizs, 1795. május 7.) francia jogász. A nagy francia forradalomban és a jakobinus rémuralomban játszott fontos szerepet. A legtöbb ügyet referáló közvádló volt, halálos ítéletek kezdeményezője. „A guillotine táplálója”  (pourvoyeur de la guillotine) gúnynevet ragasztották rá. Robespierre bukása után őt magát is kivégezték.

## Élete
Fouquier-Tinville az Aisne megyei Herouël községben született. (Szülőhelyének mai neve 1843 óta Foreste). Jogot tanult, majd 1783-ban miután bezárta irodáját, papnak állt. A forradalom korai stádiumában játszott szerepéről keveset tudni, szerepe az 1792. augusztus 10-i események után nőtt meg, miután Camille Desmoulins támogatásával ő lett annak a bíróságnak a vezetője, mely a letartóztatott royalisták ügyében intézkedett.
1793. március 10-én felállították a Forradalmi Törvényszéket, melynek Fouquier-Tinville lett a közvádlója. Ezt a posztot egészen Maximilien de Robespierre és a jakobinus diktatúra bukásáig megtartotta. Ez a poszt tette őt a diktatúra legsötétebb figuráinak egyikévé. Robespierre-hez hasonlóan ő is messzemenően radikális személyiség volt. Vérpadra küldette többek között Charlotte Corday-t Marat meggyilkolásáért (1793 júliusában), a királynét (1793 októberében), a girondistákat (1793 októberében), a hébertistákat (1794 márciusában) és a dantonistákat is (1794 áprilisában).
Bár még segédkezett Robespierre és társai megbuktatásában, és egy darabig a helyén maradhatott, mint az új kormányzat közvádlója, 1794. augusztus 1-jén azonban letartóztatták és több, mint fél évig tartották fogva, majd 1795 májusában 15 társával együtt halálra ítélték és guillotinnal kivégezték.